# Medeltidens filosofi

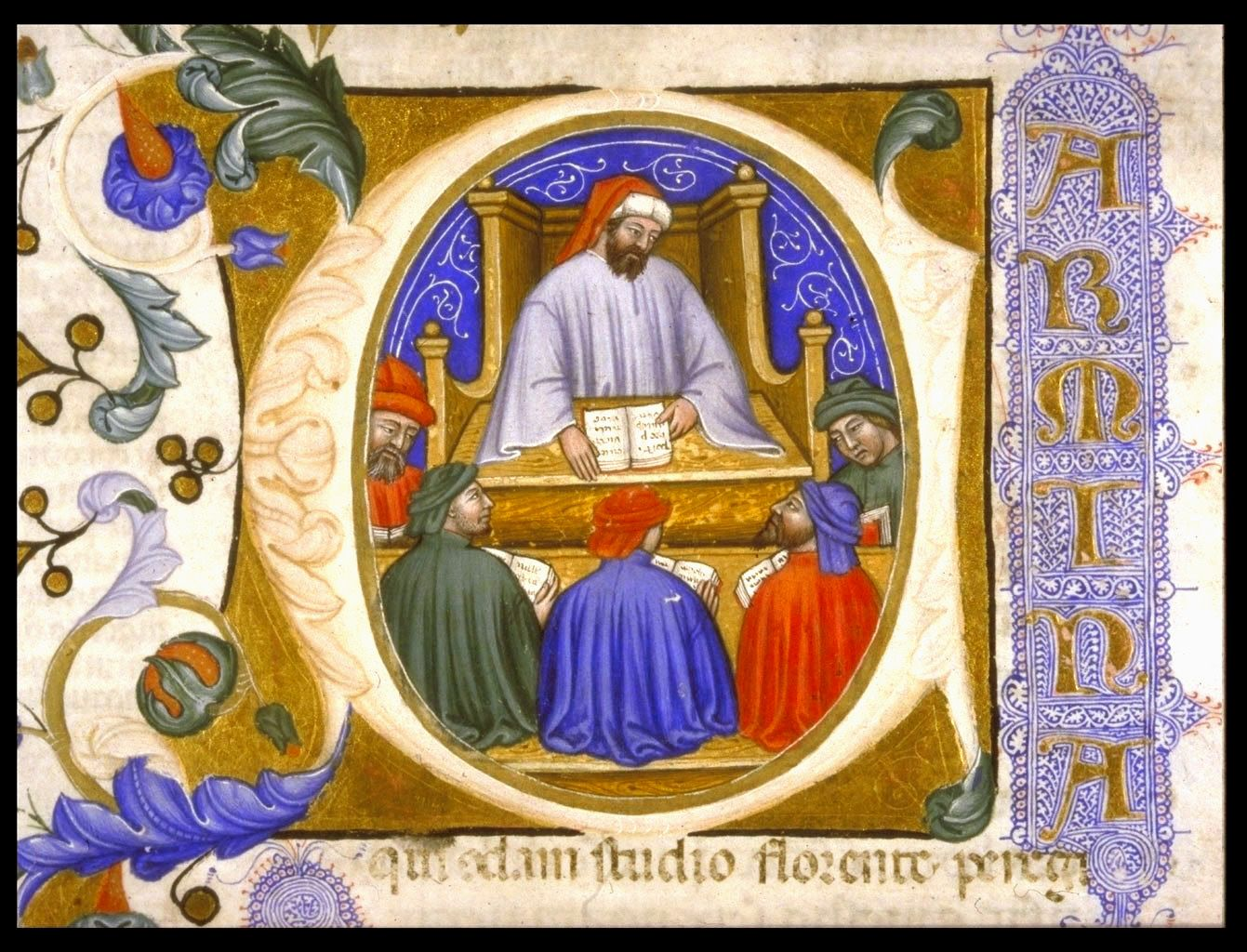
Boethius undervisar sina studenter (initial 1385 av ett italienskt manuskript "Consolation of Philosophy".)

Medeltidens filosofi är den medeltida epoken i filosofins historia, och börjar med Romarrikets fall och slutar med renässansens födelse.
Medeltidens filosofi utmärks av en nyplatonsk strömning, i Plotinos efterföljd, av auktoritär aristotelism, och en platonsk realism. Skolastiken är den strömning som är mest framträdande i västerlandet, och under inflytande av detta pågick universaliestriden som fick konsekvenser, bland annat för epistemologin och vetenskapsteorin. Inom rätts- och politisk filosofi var den primära frågan om huruvida en teokrati eller en monarki var det rätta styrelseskicket.

## Från antiken till medeltiden
Den antika kulturen genomgick genomgripande förändringar under 300-talet. Den nästan tusen år långa epoken mellan det östromerska och det västromerska rikets sammanbrott sammanfaller i stort sett med den tiden som vi kallar för medeltiden. Ett datum som är symboliskt datum för övergången från antiken till det kristna och medeltida tänkandet på området filosofi är år 529, den dag då kejsaren Justinianus I lät stänga den platonska akademin. Den första stora klosterbrödraorden, benediktinerorden grundades samma år. Detta inledde den era då klostren var Europas andliga centra och viktigaste lärosäten. Under medeltidens start spred sig kristendomen över hela Europa. I de allra största städerna fanns det redan en del kristna församlingar sedan länge. De hade dock inte spelat någon större roll i samhället. Fyra årtionden efter 300-talets början fick man ett påbud från kejsaren Konstantin den store som gjorde att kristendomen erhållit en jämbördig ställning med den hedniska romerska religionen vilket gjorde att kristendomen blev den rådande statsreligionen. I och med kristendomens spridning omvandlades filosofin. Förhållandet mellan vetande och tro var den grundläggande frågeställningen i filosofin. Den kristna filosofin skulle försvara den kristna basläran. Filosofin under medeltiden innebar trots detta inte någon fullständig brytning med filosofin under antiken.
Fallet av det romerska riket medförde att de olika territorierna ockuperades och översvämmades av massa andra styrkor. Många av dem var hedniska horder som ofta krigade med varandra. Den grekiska, hellenistiska och den romerska kulturen var nu den klassiska civilisationen och lades i ruiner. De följdes även av en period som brukar benämnas som de mörka århundraden. Det var ungefär åren mellan 600 och 1000 e.Kr. som Europa gick igenom denna mörka tid. Samtidigt växte och blomstrade högre kulturer runt om i världen. I det som varit Alexander den stores rike dominerade islam över hela den östra delen och därifrån även hela vägen över Spanien till Nordafrika.
 Den islamiska världen under denna tid bevarade en hel del av den klassiska antikens kultur. Inom filosofin är det mest slående exemplet av en klassisk antik användning där Aristoteles verk. Under de mörka århundradena i Europa var det endast en av Aristoteles skrifter som överlevde och det var hans skrifter i logik.

## Filosofer under medeltiden
Den viktigaste filosofen under övergången från senantiken till medeltiden var Aurelius Augustinus. Platons och nyplatonikernas idéer var prägeln på hans tänkande. Augustinus levde från år 354 till år 430. Han var först lärare i retorik men slutade som det. Han genomgick sedan en omvändelse till kristendomen efter en period av inre oro. En av hans berömda skrifter heter Confessiones (bekännelser) och i den beskriver han att det som befriade honom från hans sökande var en gudomlig kallelse som sedan ledde honom till den tron som var rätt. Han ägnade sig åt kristliga och filosofiska frågor efter detta möte med Gud. För att förena (ny)platonismens tänkande med den kristna trosläran med sitt arbete lade han grunden till hela den medeltida kristna filosofin.
En stor filosof under de mörka århundradena var Johannes Scotus Erigena. Han hävdade att ett riktigt resonemang inte kan leda till felaktiga och falska slutsatser. På så sätt kan det aldrig egentligen uppstå en konflikt mellan den gudomliga uppgörelsen och förnuftet. De båda är giltiga och två oberoende sätt att få fram sanningen. Erigena gav sig därför på att försöka förnuftsmässigt bevisa alla sanningar i den kristna tron. Hans tänk var nyplatonismens och hans argument stod högre än Augustinus och hans resonemang går djupare eftersom han var en skarpare tänkare. En av hans kända argument har under senare sekel blivit en tes som lyder att det är omöjligt för varje levande varelse på jorden- inte bara för Gud- att förstå sin egen natur. Mellan filosoferna Augustinus och Boethius var Erigena den ende store systematiske filosofen i västerlandet.
Boethius var den siste store filosofen på senantiken. Hans kändaste verk är den tröstfilosofi som heter De Consolatione Philosophiae. Den skrev han troligen medan han satt i husarrest eller när han satt i fängelse i väntan på sin avrättning. Hans livslånga projekt var dock ett avsiktligt försök att bevara gamla klassiska kunskaper, särskilt filosofi. I detta arbete blev det en dialog mellan sig själv och filosofin som då är personifierad som kvinna. Trots att det finns en uppenbar jämlikhet i världen hävdar boken att det finns en högre makt och att allt till det är Guds försyn och är sekundärt. Flera av hans manuskript levde kvar och blev översatta och tryckta under det sena 1500-talet och lite senare i Europa. Att omsätta alla verk av de antika filosoferna Platon och Aristoteles från den grekiska ursprungliga i latin var något han tänkte göra.

## Citat
"En person är en individuell substans med förnuftsnatur" säger filosofen Boethius.
"Herre, gör mig kysk men inte än" säger Augustinus.
"Själen ger sig tillkänna i sina handlingar" säger filosofen Thomas av Aquino. Han var en av de första filosofer som i det kristna tänkandet införde Aristoteles verk. Av Thomas verk är det mest berömda två kompendier för studerande. De har varit i bruk ända sedan de för längesedan skrevs. Den ena är "Summa Contra Gentiles" (kompendium mot hedningarna) och det andra är "Summa Theologiae" (teologiskt kompendium). De är svårlästa i motsats till Augustinus skrifter.